# Uleåborgs konstmuseum
Uleåborgs konstmuseum, finska: Oulun taidemuseo, är ett konstmuseum i stadsdelen Myllytulli i Uleåborg, invid parkområdet Hupisaaret. Museet öppnade för allmänheten den 12 oktober 1963, i byggnaden Kolmiotalo ("triangelhuset") i Uleåborgs centrum. Från första början har museet varit fokuserat huvudsakligen på konst av nordfinländska konstnärer.
Den äldre delen av den nuvarande museibyggnaden har varit limfabrik och kontor för skinnföretaget Veljekset Åström Ab. Denna röda tegelbyggnad ritades av arkitekten Birger Federley och stod färdig 1921. Innan konstmuseet flyttades dit renoverades huset åren 1988–90. Vid samma tid tillkom även en nybyggd del i 
postmodernistisk stil.